# Knut al VI-lea al Danemarcei
Knut al VI-lea (n. 1163 – d. 12 noiembrie 1202) a fost proclamat rege al Danemarcei la Adunarea Urnehoved și ulterior la alte adunări din întreaga țară. El s-a confruntat cu o revolta țărănească în Skåne. Țăranii au refuzat să plătească zeciuiala Episcopului Absalon. Aceștia s-au adunat la Skåne și l-au ales pe Harald Skreng, unul dintre prietenii lui Knut, care să-i reprezinte pe aceștia în fața regelui, pentru a pleda cauza lor. Regele a refuzat să-l audă pe Skreng și a început să adune o armată pentru a-i învăța pe țărani care le este locul. Înainte ca regele să-și adune armata, nobilii Halland și Skåne și-au adunat propria armată și i-au învins pe țărani într-o bătălie sângeroasă la Dysjebro. Knut a ajuns cu armata sa și a început să-i învețe pe țărani o lecție și a fost necruțător atunci când episcopul Absalon la rugat să renunțe.
Knut a comandat două invazii în Pomerania iar în 1185, l-a forțat pe Bugislav să-l recunoască pe Knut ca stăpânul său. Din acel moment până în 1972, regii și reginele din Danemarca au folosit titlul de rege al slavilor de vest, ca parte dintr-o listă lungă de ducate, județe și regiuni conduse de monarhii danezi de-a lungul secolelor. Surse contemporane îl decriu pe Knut ca fiind un om serios și un religios puternic. Knut a condus personal o cruciadă împotriva estonienilor păgâni în 1197.
Fratele său mai mic, Valdemar, Duce de Iutlanda de Sud, avea doar 12 ani atunci când tatăl său a murit și Episcopul Valdemar de Schleswig a fost numit regent până ce Valdemar avea să dețină vârsta majoratului. Episcopul Valdemar a fost ambițios și a adunat suportul nobililor germani pentru a-l sprijini împotriva regelui. Deghizându-și propriile interese după tânărul Valdemar, Episcopul Valdemar a complotat cu Contele Adolph al III-lea de Holstein pentru a-l răsturna pe Knut și pentru a deveni el însuși rege. Când Valdemar a fost ales ca Arhiepiscop de Lund, el a vorbit deschis despre planurile sale. Tânărul duce Valdemar a cerut să se întâlnească cu Episcopul Valdemar la Åbenrå în 1192. Când puternicul episcop a ajuns, tânărul Valdemar a ordonat oamenilor săi să-l aresteze și l-a trimis în lanțuri la Turnul Søborg în Zeelanda de Nord pentru următorii 13 ani. Contele Adolph a încercat să ridice opoziția împotriva lui Valdemar în sudul Danemarcei, astfel încât tânărul Duce a atacat noua cetate a lui Adolph la Rendsburg. Valdemar a învins armata lui Adolph în Bătălia de la Stellau în 1201 și l-a capturat pe Conte, acesta petrecându-și următorii trei ani în Turnul Søborg Turnul cu Arhiepiscopul. În scopul de a-și cumpăra libertatea, Contele a fost nevoit să cedeze toate pământurile sale din nord de la Elbe Ducelui Valdemar în 1203.
La moartea sa, Knut a condus din nordul Elbei până la nordul Cercului Arctic și de Est până în Estonia și Suedia. Danemarca ajunsese aproape la cea mai mare dimensiune a sa. Apoi, fără nici un avertisment, prietenul și consilierul lui Knut, Episcopul Absalon a murit. El a fost unul dintre cele mai importante figuri din istoria daneză. Absalon a fost îngropat lângă tatăl său în biserica Sorø. Un an mai târziu, Knut a murit brusc la vârsta de 40 de ani.